# Des Todten Dank
Des Todten Dank ist ein Märchen (AaTh 506). Es steht in Johann Wilhelm Wolfs Deutsche Hausmärchen an Stelle 23.

## Inhalt
Ein reicher Kaufmann wird alt und schickt seinen Sohn zu Schiff in die Türkei, warnt ihn noch, kein Menschenfleisch zu kaufen. Der Sohn kauft mit dem Geld einem toten Negersklaven ein Begräbnis. Der Vater zürnt, lässt ihn nach einem Jahr aber erneut fahren. Diesmal kauft er eine gefangene Frau frei. Der Vater will nichts von ihnen wissen. Die Frau stickt ihrem Mann eine schöne Schabracke, sie auf dem Markt teuer zu verkaufen, doch dem Vater verkauft er sie nicht. Sie stickt eine Fahne, darauf ihre Geschichte, denn sie ist eine geraubte Prinzessin, die ihr Vater suchen lässt. So werden sie auf See gerettet, aber von Bösewichten, die ihn ertränken und sich selbst als Retter ausgeben. Sie darf nichts sagen, erbittet sich Jahresfrist. Ihr Bräutigam muss die drei Brautzimmer nach ihren Gedanken ausmalen, was keiner vermag. Den Mann rettet ein Schwarzer ums Versprechen seines Erstgeborenen auf eine Insel, wo sich jeder Wunsch erfüllt. Dann wird er zum stadtbekannten Lebkuchenbäcker, der schließlich auch die Zimmer ausmalen darf. So erfährt ihr Vater die Wahrheit und richtet die Mörder. Sie erwarten, dass der Schwarze ihr Kind holt. Doch er gibt sich als der bestattete Tote zu erkennen, der nun Ruhe hat.

## Herkunft
Der Titel Des Todten Dank ist bei Wolf mit einem Sternchen (*) versehen, was laut seiner Vorrede anzeigt, dass Wilhelm von Ploennies den Text ausarbeitete. Das Wort „Schabracke“ stammt aus dem Türkischen und bezeichnet eine Satteldecke. Zur See fährt auch der Kaufmann in Wolfs Das Kind vom Grabe. Vgl. zu den Brautzimmern Die Prinzessin von Tiefenthal, zum Kindsopfer Der Vogel Phönix.
Ähnliche Handlung haben Meiers Der Sohn des Kaufmanns, Jahns Der Schiffer und die drei Königstöchter von Engelland, Die Mädchen im Pfluge. Der Tote erscheint in diesen Märchen nie, wie in Sagen, als Gerippe oder dergleichen, er muss sich am Ende selbst zu erkennen geben. Die gestickte Schabracke ist Walter Scherf zufolge häufig und soll den Vater auf den Retter und die Frau aufmerksam machen.